# 纐纈盛康
纐纈 盛康（こうけつ もりやす）は、平安時代から鎌倉時代にかけての武士。

## 概要
願興寺の社伝によると源頼朝の家臣であり、平治元年（1159年）の平治の乱にて頼朝が伊豆国に配流される際に京都から近江国まで随伴したという。その後鎌倉幕府が開かれると、建久3年（1192年）に頼朝から美濃国多芸荘と同国可児郡上中村の地頭職に任じられた。正治元年（1199年）には願興寺を再興し、子の纐纈康能は寛元2年（1244年）に釈迦三尊・四天王・十二神将を安置している。
孫の修之助は武勇に優れていたため死後に纐纈神社に祀られたという。